# Montailleur
Montailleur este o comună în departamentul Savoie din sud-estul Franței. În 2009 avea o populație de 608 de locuitori.

## Evoluția populației
| An        | 1975 | 1982 | 1990 | 1999 | 2006 | 2009 |
| --------- | ---- | ---- | ---- | ---- | ---- | ---- |
| Populație | 367  | 410  | 477  | 588  | 576  | 608  |